# Ali Bozer

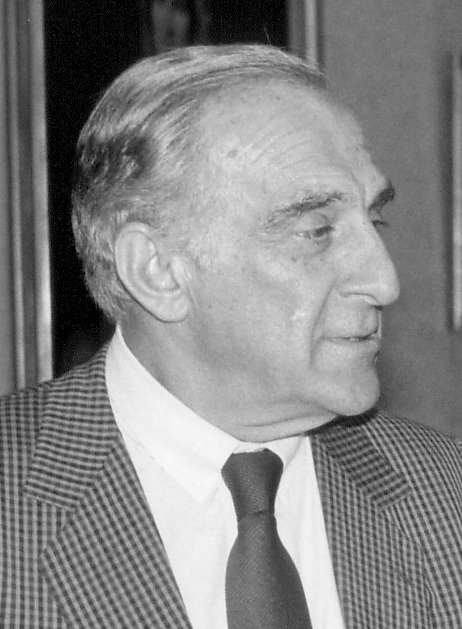
Ali Bozer (1989)

Ali Hüsrev Bozer (* 28. Juli 1925 in Ankara; † 30. September 2020 ebenda) war ein türkischer Rechtswissenschaftler und Politiker.

## Werdegang
Bozer absolvierte 1947 sein Studium an der Fakultät für Rechtswissenschaft der Universität Ankara. Seine Doktorarbeit schrieb er 1951 an der Fakultät für Rechtswissenschaften der Universität Neuenburg in der Schweiz. 1951 wurde er Assistent für Handelsrecht an der Fakultät für Rechtswissenschaften der Universität Ankara, 1956 wurde er an derselben Fakultät Dozent und in weiterer Folge 1965 Professor. Er wurde als Richter an den Europäischen Gerichtshof für Menschenrechte und den Internationalen Gerichtshof gewählt.
Er war in der Regierung, die nach dem Militärputsch vom 12. September 1980 gegründet wurde, bis 1983 Minister für Zoll und Monopole. Er war Gründungsmitglied der Milliyetçi Demokrasi Partisi und Abgeordneter der Partei für die Provinz Ankara in der Großen Nationalversammlung der Türkei. Später wechselte er in die Anavatan Partisi. Zwischen 1986 und 1989 war er Staatsminister für die Europäische Gemeinschaft. Zwischen 1989 und 1990 war er stellvertretender Ministerpräsident und 1990 Außenminister. Zwischen Bozer und dem damaligen Staatspräsidenten Turgut Özal kam es im Bezug auf den Zweiten Golfkrieg zu Meinungsverschiedenheiten, die zu seinem Rücktritt führten.
Bozer war Hochschulprofessor an der Fakultät für Politikwissenschaft der Universität Ankara und an der Fakultät für Rechtswissenschaft der Çankaya-Universität.
Er starb im September 2020 im Alter von 95 Jahren an den Folgen einer SARS-CoV-2-Infektion.